# Édouard Moha
Pour les articles homonymes, voir Moha (homonymie).
Édouard Moha, ou Edouardo Moha, né Mohammed R'guibi est un homme politique, militant et écrivain marocain d'origine sahraouie, issu de la faction des Ouled Taleb, de la tribu des Reguibate.

## Biographie
En 1969, il fonde à Rabat un des premiers mouvements de résistance anti-espagnols au Sahara occidental, le Mouvement révolutionnaire des hommes bleus (Morehob), qui est soutenu par le gouvernement marocain et qui lutte contre l'occupation espagnole du Sahara occidental puis pour son rattachement au Maroc.
Un temps installé à Alger, il quitte l’Algérie pour Paris en 1973, en désaccord avec la politique du président Houari Boumédiène. En 1975, le Morehob s'engage avec les forces armées marocaines contre le Front Polisario, qui est soutenu par le gouvernement algérien. À la veille de la Marche verte, le Morehob fusionne au sein du Front pour la libération et pour l'unité (FLU), rassemblant les mouvements sahraouis pro-marocains. En 1975, à Paris, Édouard Moha échappe à une tentative d'assassinat des services algériens.
Édouard Moha est un des grands acteurs du dossier du Sahara et un soutien fidèle de la politique marocaine à l'égard de sa terre d’origine. À partir de 1975, il préside l'AOSARIO (l'Association des originaires du Sahara occidental), qui milite pour les droits du Maroc sur le Sahara atlantique et a pour objet de faire entendre la voix des Sahraouis marocains auprès des organisations internationales et des dirigeants occidentaux.
Mo Édouard Moha st l'auteur de nombreux ouvrages :
- Un Sahraoui révèle, Albin Michel, Paris, 1983.
- Mercenaires d'un pays imaginaire, Albatros, Paris, 1984.
- Le Sahara occidental ou la sale guerre de Boumediene, éd. Jean Picollec, Paris, 1990.
- Las relaciones hispano-marroquíes. Editorial Algazara, Málaga, 1992.
- Trente ans de relations algéro-marocaines, les vérités cachées, Sepeg, Paris, 1993.
- Histoire des relations franco-marocaines, éd. Jean Picollec, 1995.
- Les Relations hispano-marocaines, Eddif, Casablanca, 1996